# Patinatge artístic als Jocs Olímpics d'hivern de 1936 - Parelles
En els Jocs Olímpics d'Hivern de 1936 celebrats a la ciutat de Garmisch-Partenkirchen (Alemanya) es realitzà una competició de patinatge artístic sobre gel per parelels, que unida a la competició masculina i femenina conformà la totalitat del programa oficial del patinatge artístic als Jocs Olímpics d'hivern de 1936.
La competició se celebrà a l'Estadi Olímpic de Garmisch-Partenkirchen el dia 13 de febrer de 1936.

## Comitès participants
Hi participaren un total de 36 patinadors de 12 comitès nacionals diferents.
| - Alemanya (4) - Àustria (4) - Bèlgica (2) - Canadà (4) - Estats Units (4) - Estònia (2) |  | - Hongria (4) - Itàlia (2) - Letònia (2) - Noruega (2) - Regne Unit (4) - Romania (2) |

## Resum de medalles
| Or                                | Argent                           | Bronze                                |
| AlemanyaMaxi Herber · Ernst Baier | ÀustriaIlse Pausin · Erik Pausin | HongriaEmilie Rotter · László Szollás |

## Resultats
L'alemany Ernst Baier aconseguí la medalla d'or, que unió a la medalla de plata aconseguida en la categoria individual. Els hongaresos Emilie Rotter i László Szollás aconseguiren mantenir la medalla de bronze aconseguida quatre anys abans.
| Posició | Patinador                                            | Punts | Marcador |
| ------- | ---------------------------------------------------- | ----- | -------- |
| 1       | Alemanya · Maxi Herber - Ernst Baier                 | 11    | 11.5     |
| 2       | Àustria · Ilse Pausin - Erik Pausin                  | 19.5  | 11.4     |
| 3       | Hongria · Emilie Rotter - László Szollás             | 32.5  | 10.8     |
| 4       | Hongria · Piroska Szekrényessy - Attila Szekrényessy | 38.5  | 10.6     |
| 5       | Estats Units · Maribel Vinson - George Hill          | 46.5  | 10.4     |
| 6       | Canadà · Louise Bertram - Stewart Reburn             | 68.5  | 9.8      |
| 7       | Regne Unit · Violet Cliff - Leslie Cliff             | 56.5  | 10.1     |
| 8       | Alemanya · Eva Prawitz - Otto Weiß                   | 74.5  | 9.5      |
| 9       | Itàlia · Anna Cattaneo - Ercole Cattaneo             | 93    | 9.1      |
| 10      | Regne Unit · Rosemarie Stewart - Ernest Yates        | 102.5 | 9.0      |
| 11      | Estats Units · Grace Madden - James Madden           | 95    | 9.1      |
| 12      | Canadà · Audrey Garland - Fraser Sweatman            | 105   | 8.7      |
| 13      | Romania · Irina Timcic - Alfred Eisenbeisser-Ferraru | 102   | 9.0      |
| 14      | Àustria · Eleanore Bäumel - Fritz Wächtler           | 113   | 8.8      |
| 15      | Noruega · Randi Bakke - Christen Christensen         | 132.5 | 8.2      |
| 16      | Bèlgica · Louise Contamine - Robert Verdun           | 138.5 | 8.2      |
| 17      | Letònia · Hildegarde Švarce - Eduards Gešels         | 149   | 7.5      |
| 18      | Estònia · Helene Michelson - Eduard Hiiop            | 161   | 6.8      |